# The Young Land
The Young Land (br: Ódio Destruidor) é um filme norte-americano de 1959, do gênero faroeste, dirigido por Ted Tetzlaff e estrelado por Patrick Wayne e Yvonne Craig.